# Lou Silver
Louis Grant Silver  (Nueva York, 27 de noviembre de 1953) es un exjugador de baloncesto israelí-estadounidense. Con 2.03 de estatura, jugaba en el puesto de Alero (baloncesto). Formó parte de la histórica plantilla de Israel que se hizo con la medalla de plata en el Eurobasket de Italia 1979.

## Palmarés
- Liga Leumit: (1975-76, 1976-77, 1977-78, 1978-79, 1979-80, 1980-81, 1981-82, 1982-83, 1983-84, 1984-85)
- Copa de Israel: (1977, 1978, 1979, 1980, 1981, 1982, 1983, 1985)
- Copas de Europa (2): 1977, 1981